# Wouter Okel
Wouter Okel (Hengelo, 1957) is een Nederlands kunstschilder.
Okel volgde de lerarenopleiding Ubbo Emmius (tekenen en handvaardigheid) in Groningen en studeerde vervolgens schilderen/grafiek aan Academie Minerva in deze stad.
Hij werkt figuratief en maakt vooral aquarellen en acrylschilderijen. Zijn onderwerpkeuze is traditioneel (landschappen, stillevens, stadsgezichten), zijn uitwerking is modern en expressief. Terugkerende onderwerpen zijn onder meer de diepen van de stad Groningen met hun schepen en het wad. Sinds 1990 is hij lid van de Groninger kunstenaarskring De Ploeg. De schilderijen worden sinds 1999 permanent geëxposeerd bij Galerie Aanblick in het Groningse Haren.